# Serra Lombarda
Serra Lombarda é uma pequena cadeia de montanhas no estado brasileiro do Amapá. Localizada no centro-norte do estado, tem floresta exuberante e rica, com grande quantidade de espécies vegetais e animais, muitas ainda não catalogadas pela ciência. Integra, junto com a Serra do Tumucumaque, o Parque Nacional do Tumucumaque.
A Serra Lombarda estende-se pelos territórios dos municípios de Oiapoque e Calçoene, onde nascem muitos rios, dentre os quais o rio Caciporé, o rio Araguari e o rio Calçoene e o rio Anotaié.